# Jerzy Szmit
Jerzy Szmit (ur. 8 września 1960 w Olsztynie) – polski polityk, menedżer, publicysta i samorządowiec. W 1999 marszałek województwa warmińsko-mazurskiego, senator VI kadencji, poseł na Sejm VII kadencji, w latach 2015–2017 podsekretarz stanu w Ministerstwie Infrastruktury i Budownictwa.

## Życiorys
Ukończył studia na Wydziale Geodezji Akademii Rolniczo-Technicznej w Olsztynie oraz na Wydziale Zarządzania Uniwersytetu Warszawskiego.
W 1980 współtworzył Niezależne Zrzeszenie Studentów na Akademii Rolniczo-Technicznej w Olsztynie. W stanie wojennym został internowany na okres od maja do grudnia 1982. Po 1990 działał w Porozumieniu Centrum, Kongresie Liberalno-Demokratycznym, Unii Polityki Realnej, Unii Wolności (z której wystąpił w 1995), od 1998 w Ruchu Społecznym AWS, a w 2001 w Przymierzu Prawicy, z którego przeszedł do Prawa i Sprawiedliwości.
W latach 1994–1998 był radnym olsztyńskiej rady miasta, następnie do 2002 zasiadał w sejmiku warmińsko-mazurskim z listy AWS. Pracował jako dyrektor generalny Urzędu Wojewódzkiego, kierował olsztyńskimi przedsiębiorstwami, prowadził własną działalność gospodarczą. W 1999 był pierwszym marszałkiem województwa warmińsko-mazurskiego wybranym przez koalicję AWS-UW-PSL, odwołanym w tym samym roku w związku z rozpadem tej koalicji. W wyborach parlamentarnych w 2001 bezskutecznie kandydował do Senatu z ramienia Bloku Senat 2001.
Kieruje regionalną Spółdzielczą Kasą Oszczędnościowo-Kredytową, pracuje jako wykładowca w Wyższej Szkole Informatyki i Ekonomii TWP w Olsztynie. Działa w kilku stowarzyszeniach („Mała Ojczyzna”, „PRO PATRIA”, Towarzystwo Przyjaciół Katolickiego Liceum Ogólnokształcącego). Jest autorem książki Między wielką a małą ojczyzną.
Był międzynarodowym obserwatorem w czasie wyborów prezydenckich na Ukrainie w 2004. Ubiegał się o stanowisko prezydenta Olsztyna w 2002 (przegrywając w II turze z Czesławem Małkowskim) oraz w 2006 (zajmując drugie miejsce również za Czesławem Małkowskim, wybranym ponownie już w I turze). W wyborach parlamentarnych w 2005 z ramienia Prawa i Sprawiedliwości uzyskał mandat senatora VI kadencji w okręgu olsztyńskim. W Senacie był przewodniczącym Komisji Samorządu Terytorialnego i Administracji Publicznej. W wyborach w 2007 bez powodzenia ubiegał się o reelekcję.
W lipcu 2008 został prezesem klubu piłkarskiego Stomil Olsztyn. Po niespełna dwóch miesiącach zrezygnował z pełnienia tej funkcji.
W 2009 w przedterminowych wyborach zarządzonych w związku z odwołaniem w referendum Czesława Małkowskiego po raz trzeci ubiegał się o urząd prezydenta Olsztyna. Odpadł w pierwszej turze, zajmując trzecie miejsce. Poparł Piotra Grzymowicza w drugiej turze wyborów, a po jego zwycięstwie został mianowany na stanowisko zastępcy prezydenta odpowiedzialnego za edukację, sport, pomoc społeczną i służbę zdrowia. W 2010 kolejny raz bezskutecznie ubiegał się o urząd prezydenta miasta, uzyskując mandat radnego Olsztyna, wkrótce odszedł też z zajmowanych stanowisk we władzach miejskich.
W wyborach w 2011 został wybrany do Sejmu. Kandydował jako lider listy PiS w okręgu olsztyńskim, dostał 17 234 głosy. Bez powodzenia kandydował w wyborach do Parlamentu Europejskiego w 2014. W 2009 i 2015 utracił prawo jazdy w związku z przekroczeniem liczby punktów za wykroczenia drogowe. Nie wystartował w wyborach parlamentarnych w 2015.
20 listopada tego samego roku powołany na podsekretarza stanu w Ministerstwie Infrastruktury i Budownictwa. 29 września 2017 podał się do dymisji, którą premier Beata Szydło przyjęła. 4 stycznia 2018 został powołany na członka zarządu przedsiębiorstwa PKP Telkol. Rada nadzorcza odwołała go z zarządu spółki 22 czerwca 2020. W październiku tego samego roku został powołany w skład rady nadzorczej Banku Gospodarstwa Krajowego; zasiadał w niej do stycznia 2024.
Był też pełnomocnikiem okręgu olsztyńskiego PiS, funkcję tę pełnił do 2022. W wyborach w 2023 ponownie startował z listy tej partii do Sejmu.

## Odznaczenia
W 2017 otrzymał Krzyż Wolności i Solidarności.